# Génesis Carmona
Génesis Carmona (Valencia, Venezuela, 20 de septiembre de 1991–ibídem, 19 de febrero de 2014) fue una estudiante y modelo venezolana, además de una de las víctimas más notables en el marco de las protestas en Venezuela de 2014.

## Carrera
Carmona estudió en la Universidad Tecnológica del Centro, un politécnico ubicado en la región de la capital metropolitana del estado de Carabobo (Valencia) en Venezuela. Carmona había participado como modelo en las actividades de la semana de la moda, celebrada en la ciudad de Valencia, un evento anual conocido como Venezuela In Moda.
Asimismo, ésta desfiló para las pasarelas del Fashion Week de Valencia, y modeló ropa de los diseñadores Eduardo Kano, Olga Bolaños, Eduardo Macero y Franco Montoro. En el 2010, fue precandidata al Miss Venezuela, sin embargo no logró clasificar.  En mayo del 2013, a los 21, entró en un concurso de belleza regional para el Estado Carabobo, y ganó uno de los títulos, Miss Turismo 2013.

## Asesinato
El 16 de febrero de 2014, durante las protestas de ese año, Francisco Ameliach escribió en su cuenta de Twitter: "UBCH a prepararse para el contraataque fulminante. Diosdado dará la orden #GringosYFascistasRespeten", junto a una foto del expresidente Chávez. El 17 de febrero Ameliach anunció que las marchas de protesta no estaban permitidas en los barrios ubicados al sur de la ciudad de Valencia, por precauciones de seguridad. Advirtió desde Twitter que el expresidente de la Asamblea Nacional Diosdado Cabello daría la orden a las UBCH a que atacaran a los manifestantes diciendo "Tengan cuidado gringos y fascistas".
El 18 de febrero de 2014, en el marco de las protestas en Venezuela de 2014, Carmona fue gravemente herida en una manifestación en la ciudad de Valencia, cuando una ráfaga de balas interrumpió la manifestación en contra del gobierno de Nicolás Maduro. Fue transportada a la Clínica Guerra Méndez de Valencia, e ingresada en la Unidad de Cuidados Intensivos (UCI), donde murió el día siguiente por trauma cerebral y pérdida de sangre. Para el momento, fue la quinta víctima mortal desde que las protestas comenzaron el 12 de febrero de 2014.
Una fotografía de Carmona siendo sostenida en los brazos de una persona que la lleva en motocicleta al hospital recorrió los medios de comunicación, causó conmoción y recordó el asesinato de la Miss Venezuela Mónica Spear. Carmona y su familia planeaban huir de la criminalidad que estaba viviendo su país, por lo que preparaban un viaje a Estados Unidos.

## Investigaciones
Evidencia fotográfica citada por diversos medios de comunicación muestran que la agresión de la manifestación fue provocada por grupos pro-gubernamentales apodados colectivos, que se infiltraron la parte posterior de la marcha. El 20 de febrero, la entonces ministra de Comunicación e Información,Delcy Rodríguez anunció en su cuenta de X que la causa de muerte de la modelo fue un disparo por la espalda. El presidente de Venezuela Nicolás Maduro se refirió a su muerte en la televisión nacional, culpando a los manifestantes opositores por su muerte, mientras que más protestas fueron planificadas como resultado de su asesinato. Para febrero del 2015, a más de un año del asesinato, la justicia venezolana no había imputado a ningún individuo por el crimen de Carmona.

## Cobertura y respuesta
La noticia de la muerte fue cubierto en lugares tan lejanos como el blog del New York Times "The Lede" y el funeral recibió cobertura en el Daily Mail de Gran Bretaña.

## Legado
El alcalde de Naguanagua, Alejandro Feo La Cruz, inauguró la avenida Génesis Carmona en su honor, ubicada junto al parque municipal Geraldin Moreno en la urbanización Tazajal del estado Carabobo.
La Universidad Tecnológica del Centro donde estudió Carmona declaró tres días de luto y nombró al salón de reuniones del Consejo Directivo y Superior de la casa de estudios, Génesis Carmona, en su honor.